# Vesna Györkös Žnidar
Vesna Györkös Žnidar (ur. 29 grudnia 1977 w Lublanie) – słoweńska prawniczka i urzędniczka państwowa, w latach 2014–2018 minister spraw wewnętrznych.

## Życiorys
Jej matka Elizabeta Györkös była prokuratorem. Vesna Györkös Žnidar w 2001 ukończyła studia prawnicze na Uniwersytecie Mariborskim, w 2005 zdobyła dyplom LLM w zakresie prawa europejskiego w London School of Economics. W 2003 zdała egzamin adwokacki. Pracowała m.in. w sądzie w Mariborze, kancelarii notarialnej, biurze zwalczającym pranie brudnych pieniędzy. Od 2006 zatrudniona w Banku Słowenii, w 2012 założyła własną kancelarię prawną.
18 września 2014 powołana na stanowisko ministra spraw wewnętrznych w rządzie Mira Cerara z ramienia partii premiera. Zakończyła pełnienie tej funkcji wraz z całym gabinetem we wrześniu 2018. W kolejnym miesiącu opuściła swoje ugrupowanie z powodu różnicy zdań w sprawie polityki migracyjnej.